# سیارک ۲۵۷۱۴
سیارک ۲۵۷۱۴ (به انگلیسی: 25714 Aprillee، نامگذاری:2000AW160)۲۵۷۱۴مین سیارک کشف شده‌است که در ۰۳ ژانویه ۲۰۰۰ کشف شد.